# Zizula mylica
Zizula mylica är en fjärilsart som beskrevs av Achille Guenée 1863. Zizula mylica ingår i släktet Zizula och familjen juvelvingar. Inga underarter finns listade i Catalogue of Life.